# Erica caledonica
Erica caledonica là một loài thực vật có hoa trong họ Thạch nam. Loài này được A.Spreng. mô tả khoa học đầu tiên năm 1828.